# Campeonato Mundial de Atletismo em Pista Coberta de 2012 - Salto com vara feminino
A prova do salto com vara feminino do Campeonato Mundial de Atletismo em Pista Coberta de 2012 foi disputada no dia 11 de março na Ataköy Athletics Arena em Istambul, Turquia.

## Recordes
Antes desta competição, os recordes mundiais e do campeonato nesta prova eram os seguintes:
|    | Nome              | Nacionalidade | Altura  | Local     | Data                    |
| -- | ----------------- | ------------- | ------- | --------- | ----------------------- |
| WR | Yelena Isinbayeva | Rússia        | 5m 01cm | Estocolmo | 23 de fevereiro de 2012 |
| CR | Yelena Isinbayeva | Rússia        | 4m 86cm | Budapeste | 6 de março de 20004     |

## Medalhistas
| Ouro                    | Prata                | Bronze                |
| Yelena Isinbayeva (RUS) | Vanessa Boslak (FRA) | Holly Bleasdale (GBR) |

## Cronograma
| Data        | Hora  | Evento |
| ----------- | ----- | ------ |
| 11 de março | 14:00 | Final  |

## Resultado

### Final
A final ocorreu dia 11 de março.
| Colocação         | Atleta               | Nacionalidade  | 4.30 | 4.45 | 4.55 | 4.65 | 4.70 | 4.75 | 4.80 | 5.02 | Resultado | Notas |
| ----------------- | -------------------- | -------------- | ---- | ---- | ---- | ---- | ---- | ---- | ---- | ---- | --------- | ----- |
| Medalha de ouro   | Yelena Isinbayeva    | Rússia         | —    | —    | —    | —    | o    | —    | o    | xxx  | 4.80      |       |
| Medalha de prata  | Vanessa Boslak       | França         | o    | o    | o    | o    | o    | xxx  |      |      | 4.70      | NR    |
| Medalha de bronze | Holly Bleasdale      | Reino Unido    | —    | xo   | —    | o    | xo   | xxx  |      |      | 4.70      |       |
| 4                 | Silke Spiegelburg    | Alemanha       | —    | o    | xo   | o    | xxx  |      |      |      | 4.65      |       |
| 5                 | Lacy Janson          | Estados Unidos | xo   | o    | o    | xxo  | xxx  |      |      |      | 4.65      | SB    |
| 6                 | Jiřina Ptáčníková    | Chéquia        | o    | o    | o    | xx—  | x    |      |      |      | 4.55      |       |
| 7                 | Yarisley Silva       | Cuba           | —    | xo   | o    | xxx  |      |      |      |      | 4.55      |       |
| 8                 | Nicole Büchler       | Suíça          | o    | o    | xo   | xxx  |      |      |      |      | 4.55      | NR    |
| 9                 | Alana Boyd           | Austrália      | o    | xxo  | xo   | xxx  |      |      |      |      | 4.55      |       |
| 10                | Anastasija Sawczenko | Rússia         | o    | o    | xxx  |      |      |      |      |      | 4.45      |       |
| 11                | Jillian Schwartz     | Israel         | o    | xxo  | xxx  |      |      |      |      |      | 4.45      |       |
| 12                | Kristina Gadschiew   | Alemanha       | o    | xxx  |      |      |      |      |      |      | 4.30      |       |
| 12                | Hanna Szełech        | Ucrânia        | o    | x    |      |      |      |      |      |      | 4.30      |       |
| 14                | Mary Saxer           | Estados Unidos | xxo  | xxx  |      |      |      |      |      |      | 4.30      |       |
|                   | Katie Byres          | Reino Unido    | xxx  |      |      |      |      |      |      |      | NM        |       |
|                   | Caroline Bonde Holm  | Dinamarca      | xxx  |      |      |      |      |      |      |      | NM        |       |

Legenda
| Recorde mundial       | Recorde mundial (World record)               |                       | Recorde africano                      | Recorde africano (African) |                                           | Q | Classificado por posição (Qualified) |
| Recorde do campeonato | Recorde do campeonato (Championship record)  | Recorde da América    | Recorde da América (Americas)         | q                          | Classificado por melhor tempo (Qualified) |   |                                      |
| Melhor marca do ano   | Melhor marca do ano (World leading)          | Recorde asiático      | Recorde asiático (Asian)              | DNS                        | Não largou (Did not start)                |   |                                      |
| Recorde nacional      | Recorde nacional (National record)           | Recorde europeu       | Recorde europeu (European)            | DNF                        | Não terminou (Did not finish)             |   |                                      |
| Recorde pessoal       | Recorde pessoal do atleta (Personal best)    | Recorde da Oceania    | Recorde da Oceania (Oceania)          | DSQ / DQ                   | Desclassificado (Disqualified)            |   |                                      |
| Recorde da temporada  | Recorde da temporada do atleta (Season best) | Recorde sul-americano | Recorde sul-americano (South America) | NM                         | Sem marca (No mark)                       |   |                                      |